# Petrov Do
Petrov Do (cyr. Петров До) – wieś w Czarnogórze, w gminie Cetynia. W 2011 roku liczyła 9 mieszkańców.